# Franz Strauss

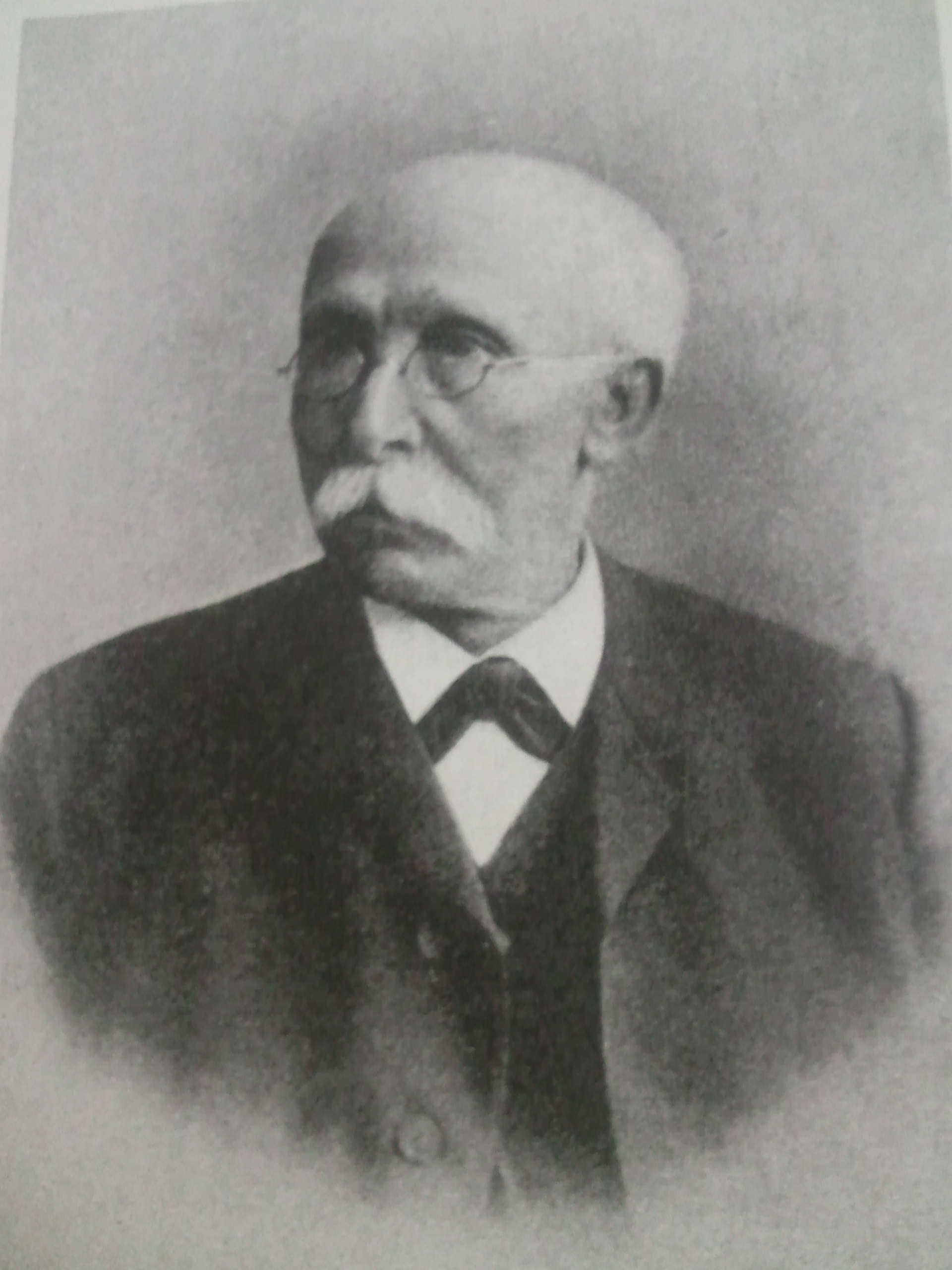
Franz Strauss

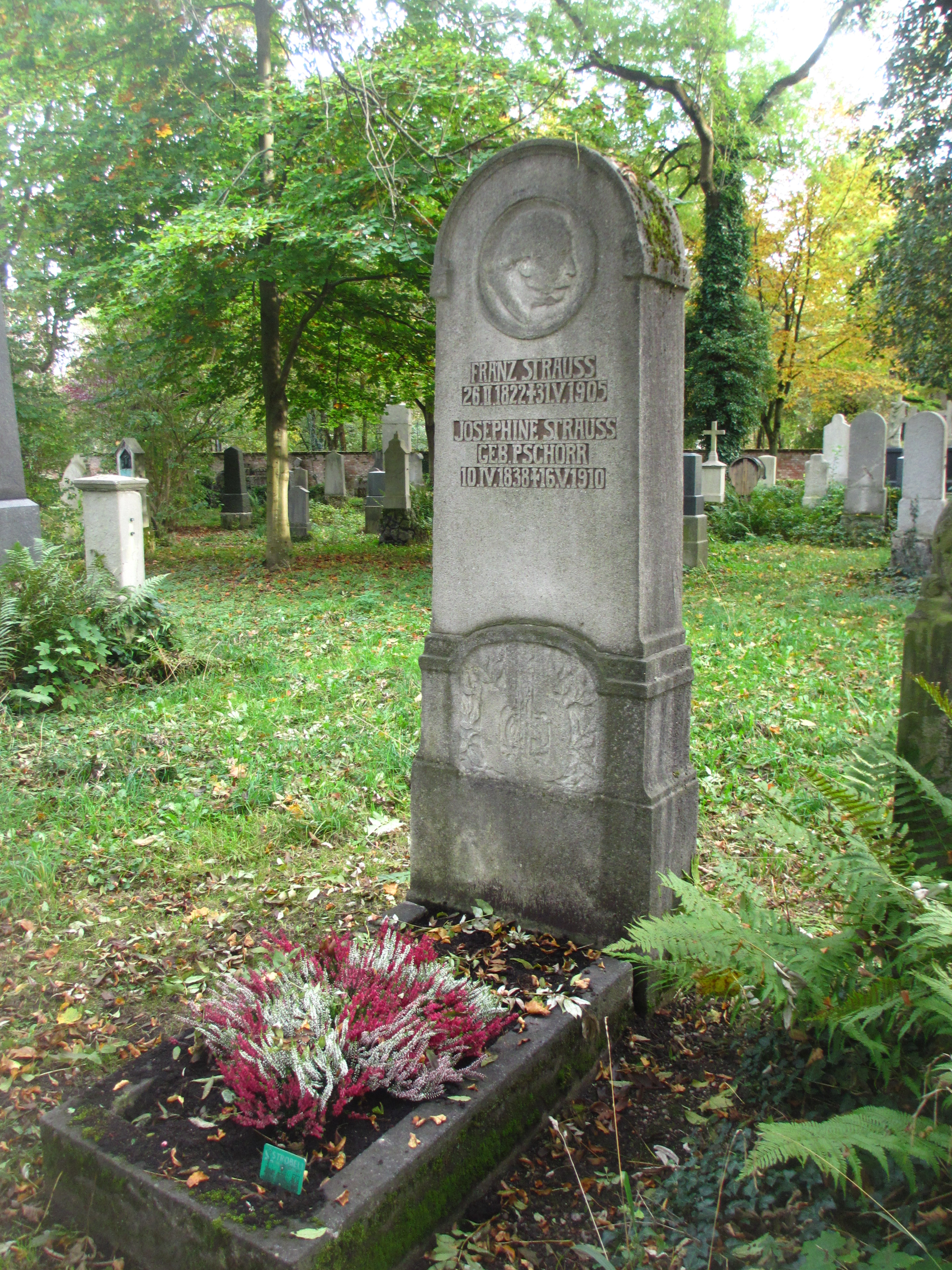
Grab von Franz Strauss auf dem Alten Südlichen Friedhof in München

Franz Joseph Strauss (* 26. Februar 1822 in Parkstein; † 31. Mai 1905 in München) war ein deutscher Hornist und Komponist. Der Vater von Richard Strauss war einer der angesehensten Waldhornvirtuosen seiner Zeit.

## Biografie
Franz Strauss wurde als unehelicher Sohn des Gendarmen Johann Urban Strauss und der Maria Anna Kunigunde Walter in dem kleinen Ort Parkstein in der Nähe von Weiden in der Oberpfalz geboren. Da er vom Vater offiziell als dessen Kind anerkannt wurde, erhielt er den Familiennamen Strauss. Franz Strauss wuchs bei einem Onkel mütterlicherseits, dem Musiker und Türmer Johann Georg Walter auf. Schon als kleiner Junge musste er in Gaststätten auftreten.
Im Alter von 15 Jahren wurde er Gitarrist in der Hofkapelle des Herzog Max, dann Eleve im Opernorchester des gleichen Hofes. Bald übernahm er das Solohorn neben Friedrich Sendelbeck und wurde schließlich als Hornist an die Königlich Bayerische Hofkapelle nach München berufen.
Mitte 1851 heiratete er Maria Seiff, Tochter des Musikmeisters beim 1. bayerischen Artillerie-Regiment.
Als er 32 Jahre alt war, starben seine erste Frau und seine zwei Kinder an der Cholera im Jahre 1854. Mehr als neun Jahre später, im Jahre 1863, heiratete Franz Strauss erneut, und zwar Josephine Pschorr, die Tochter des „Bierbarons“ Georg Pschorr. 1864 wurde ihr Sohn Richard geboren. Darüber hinaus hatten sie noch eine Tochter Berta Johanna.
1871 wurde Strauss Lehrer für Waldhorn an der Königlich Bayerischen Musikschule in München, erhielt 1883 dort den Titel eines Professors und unterrichtete sehr erfolgreich an dem 1892 zur Königlichen Akademie der Tonkunst umbenannten Institut bis 1896, nachdem er 1889 als Hofmusiker pensioniert worden war. Auch als Dirigent und Komponist von Tanzmusik machte er sich einen Namen, indem er von 1875 bis 1896 das Dilettantenorchester „Wilde Gungl“ leitete und auf ein beachtliches Niveau hob. Sein Sohn Richard spielte nach dem Abitur dort eine Zeit lang in der ersten Geige mit und komponierte einige Werke für dieses Orchester.

## Grabstätte
Franz Strauss starb im Alter von 83 Jahren. Seine Grabstätte befindet sich auf dem Alten Südlichen Friedhof in München (Gräberfeld 21 – Reihe 3 – Platz 21) Standort. In dem Grab liegt auch die zweite Ehefrau Josefine Strauss, geb. Pschorr (* 10. Juni 1838; † 16. Mai 1910).

## Zusammenarbeit mit Richard Wagner
Franz Strauss schätzte musikalisch vor allem die Wiener Klassiker. Die Musik Mozarts liebte er und ganz besonders bewunderte er das Werk von Joseph Haydn und Ludwig van Beethoven. Die Arbeiten Richard Wagners lehnte er zwar ab, hat ihn aber bei der Komposition des sogenannten Siegfriedrufes unterstützt. Auch die Wagnertuba soll aus einer Zusammenarbeit der beiden hervorgegangen sein.

## Werke
Sein Hornkonzert op. 8 diente in Aufbau und Thematik seinem Sohn offensichtlich als Vorlage für dessen Hornkonzert op. 11, denn neben der strukturellen Ähnlichkeit gibt es starke Parallelen zum Thema des dritten Satzes.
Er schrieb unter anderem ein weiteres Hornkonzert (Nr. 2 op. 14) sowie so genannte „Charakterstücke“ und „Unterhaltungsmusik“ für sein Münchner Hausorchester: Fantasie über den Sehnsuchtswalzer für Horn & Orch., Les Adieux f. Horn & Orch. op. 2, Originalfantasie op. 6 für Horn & Orch., weitere Stücke für Horn & Klavier und Hornquartette.